# Gouvernement Tozeur
Das Gouvernement Tozeur, arabisch ولاية توزر, DMG wilāyat Tauzar, ist eines von 24 Gouvernements in Tunesien. Es liegt im Westen des Landes an der Grenze zu Algerien. Das Gebiet umfasst eine Fläche von 4719 km² und hat eine Bevölkerungszahl von 104.800. Die Hauptstadt heißt ebenfalls Tozeur. Im Nordosten grenzt das Gouvernement Gafsa, im Südosten befindet sich der große Salzsee Chott el Djerid.

## Delegationen
Die Gliederung des Gouvernements umfasst fünf Delegationen.
| Delegation | Einwohner 2004 |
| ---------- | -------------- |
| Degache    | 26.596         |
| Hazoua     | 4.162          |
| Nefta      | 20.544         |
| Tameghza   | 6.362          |
| Tozeur     | 39.862         |

## Klima
Die Jahresdurchschnittstemperatur liegt bei 23 °C, die monatliche durchschnittliche Niederschlagsmenge schwankt zwischen 0,7 und 10,7 Millimeter.

## Wirtschaft
Wichtigstes Wirtschaftsgut ist die Dattel. Allein rund um die Hauptstadt Tozeur stehen über 200.000 Dattelpalmen, deren Wasserversorgung durch die Oase Tozeur sichergestellt ist.